# Mesopausa

Capas de la atmósfera.

La mesopausa es la región de la atmósfera que determina el límite entre una atmósfera con masa molecular constante de otra donde predomina la difusión molecular.
Es la parte superior de la Mesosfera, es la que determina el límite entre esta capa y la Termosfera, se sitúa a aproximadamente 90 kilómetros de altitud, es la región donde existe la temperatura más baja en la atmósfera, cerca de -80 °C. En la mesopausa tienen lugar las reacciones de quimioluminiscencia y aeroluminiscencia.